# 數寄屋橋次郎
35°40′21.58″N 139°45′50.54″E / 35.6726611°N 139.7640389°E
數寄屋橋次郎（日语：すきやばし次郎）是由日本壽司師傅小野二郎開設在東京都銀座的壽司店。

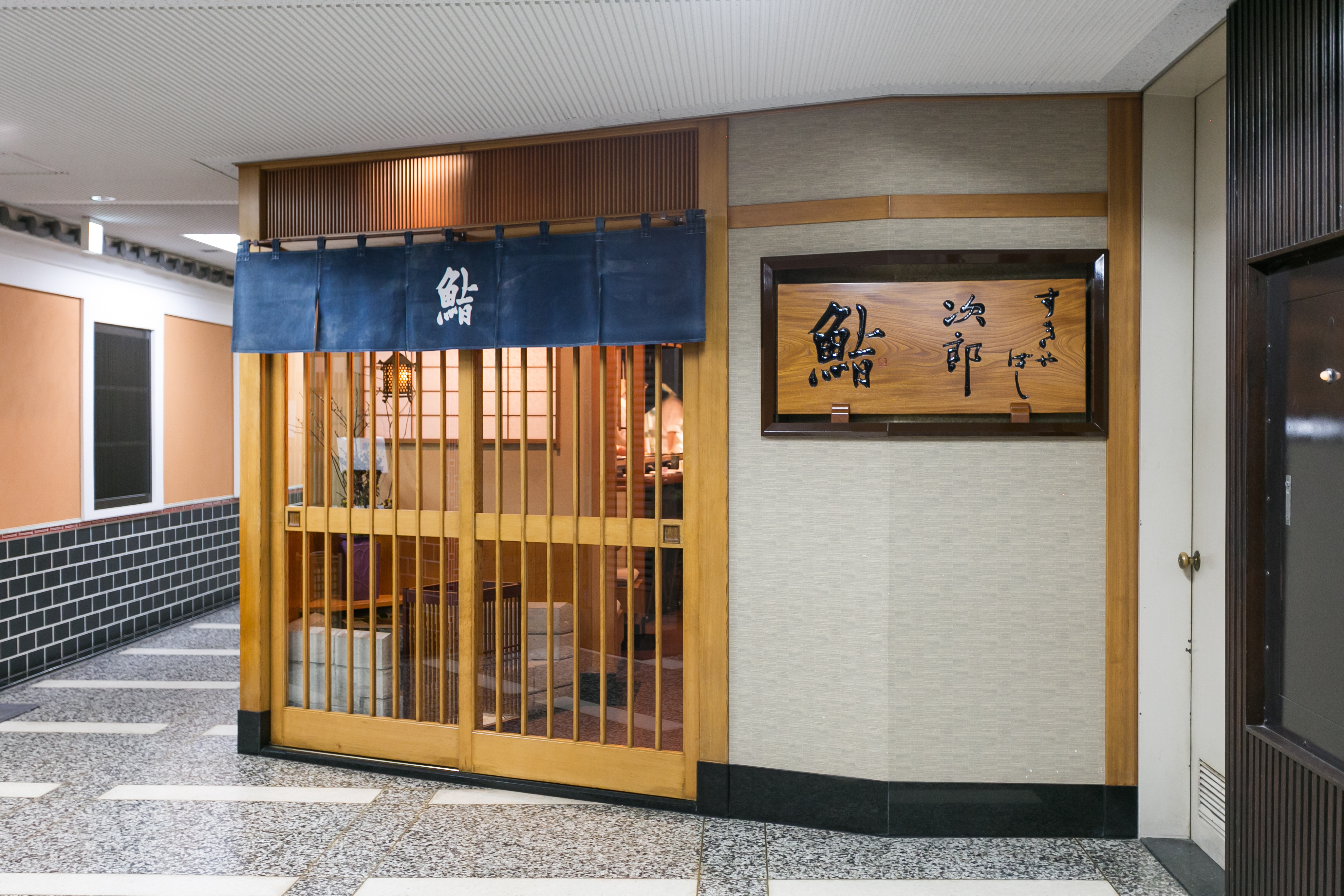
數寄屋橋次郎本店的入口

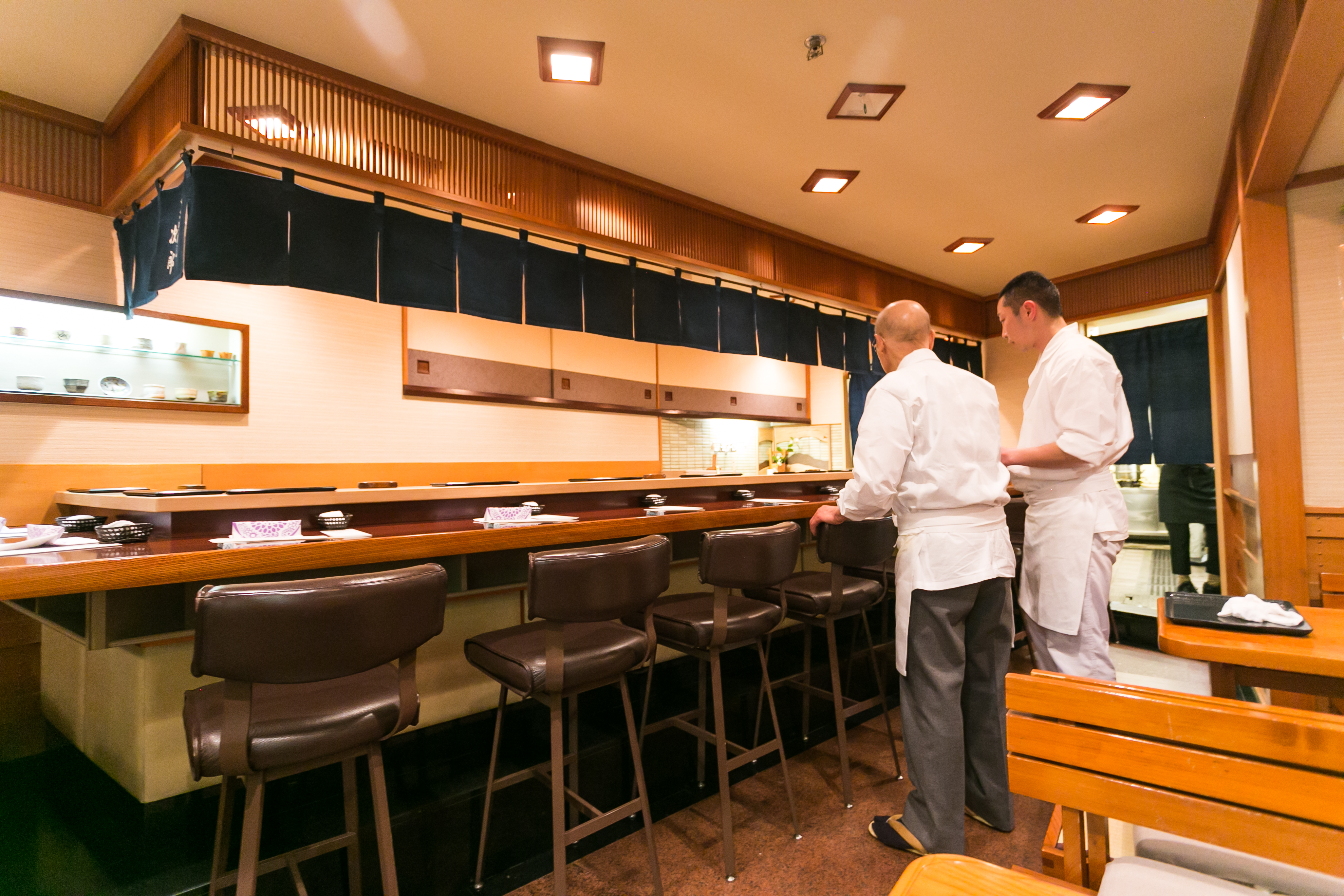
數寄屋橋次郎店內裡一景

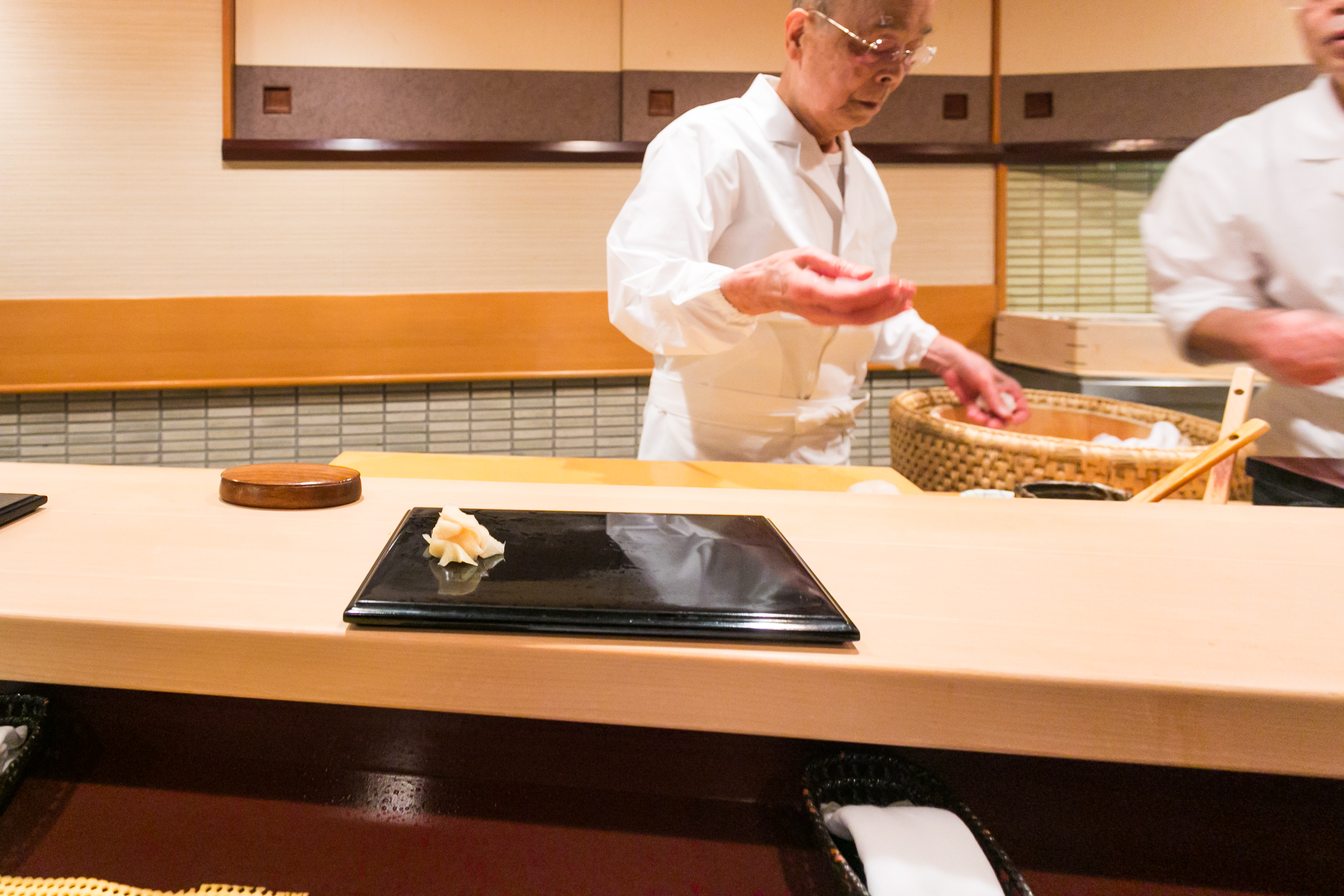
在用餐的客人前準備捏壽司的小野二郎

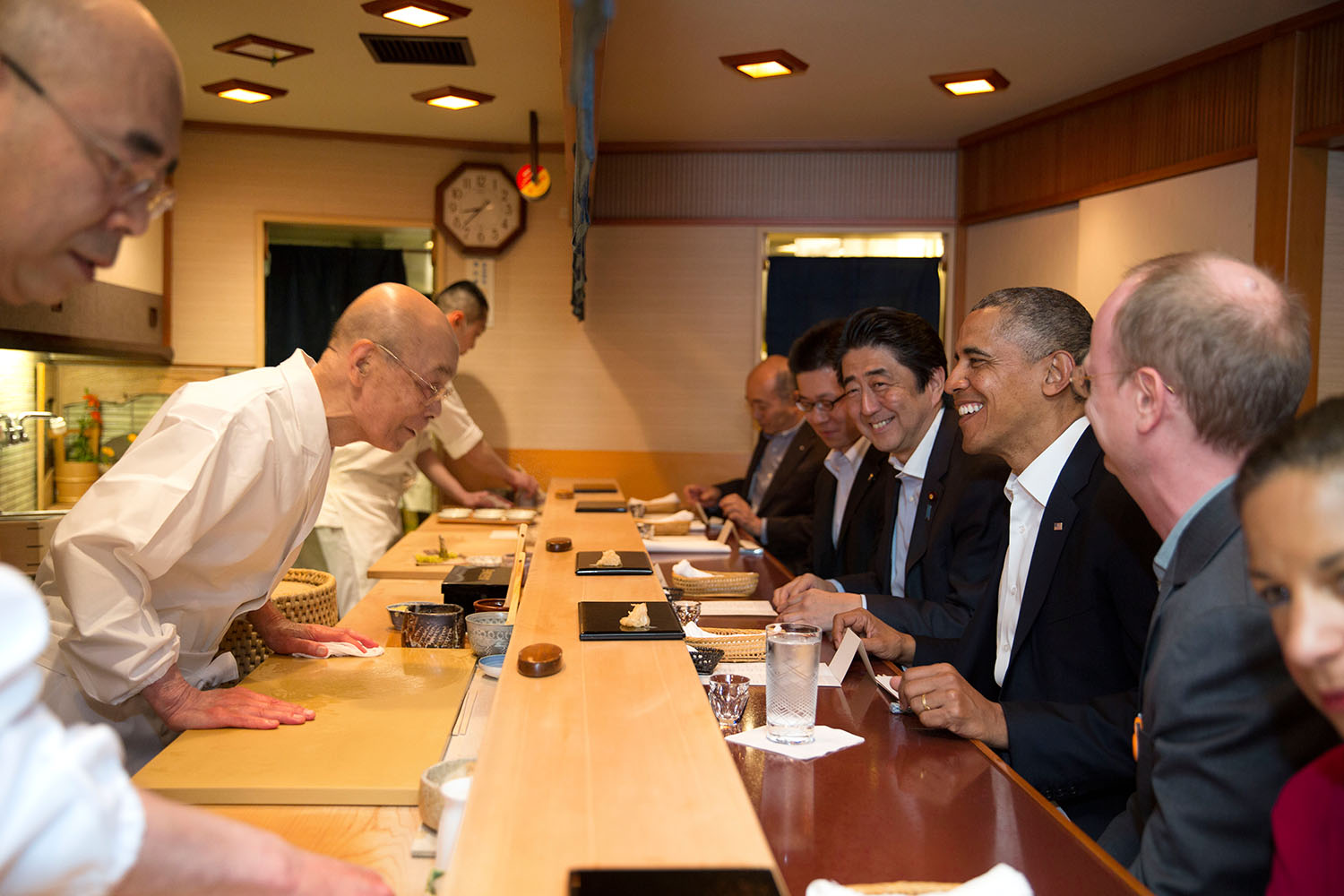
於2014年4月小野二郎（左二）和其长子小野祯一（左一）在店内接待日本首相安倍晉三（右四）和美國總統巴拉克·歐巴馬（右三）

## 歷史
店舖於1965年成立，位置是在東京地下鐵銀座車站附近大樓的地下一樓裡。在1994年曾被《國際先驅論壇報》選為全球最佳餐廳第6名，之後在2007年獲得《米其林指南》的三顆星評價後，創下連續10年拿下該評比的成績。
因小野二郎於年齡漸增後，將店舖轉交給長子小野禎一經營，後續改為會員制只接熟客、不再接受一般客人用餐，無法符合《米其林指南》的規定，而在2019年11月26日公佈的《東京米其林指南2020》中被摘星除名。
次子小野隆士獨立後，於六本木新城開設數寄屋橋次郎六本木店，並獲得米其林二星的榮耀。

## 用餐貴賓
2014年4月期間美國總統巴拉克·歐巴馬訪日時，數寄屋橋次郎則被挑選為日本首相安倍晉三招待對方用餐的場所。

## 特色

### 用餐
店內每日的菜單取決於當天所採購的食材，並沒有特別固定的菜色，數量原則上會替每名顧客提供20個壽司。
飲食規則方面，小野二郎考慮到壽司是會在短時間內味道變質的料理，以及希望顧客能在店內專注品嘗食物；而非顧著談天忘記眼前的料理，因此數寄屋橋次郎的用餐規則採用預約制。。

### 裝潢
店鋪在門外有擺置著陶製的杯具作爲裝飾，其中某個為小野二郎親自捏造的作品。料理吧檯設置在進入門內的左側，其位置是為了配合小野二郎本人為左撇子的因素。
室內在牆上會有為了配合不同季節而間隔更換的畫作和掛簾，其中以藍染所製作的掛簾則是店舖成立時期便已開始使用。

## 分店
數寄屋橋次郎的分店開設在六本木新城一帶，是由小野二郎的次子小野隆士所經營，並有獲得過《米其林指南》兩顆星的評價。

## 電影場景
由美國導演大衛·賈柏執導，於2011年上映的美國紀錄片《壽司之神》是以數寄屋橋次郎作為場景進行拍攝，該片是講述店內師傅小野二郎在從事壽司料理上的各種經歷。

## 相關事件
2013年6月24日，一名壽司師傅使用稻草煙燻鰹魚後，將稻草放回儲藏室時不小心引發火災，但之後並無人傷亡。

## 外部連結
- 數寄屋橋次郎官網（日語）（页面存档备份，存于）